# Watford Football Club 2023-2024
Questa pagina raccoglie i dati riguardanti il Watford Football Club  nelle competizioni ufficiali della stagione 2023-2024.

## Stagione
La stagione 2023-24 è stata la centoventicinquesima nella storia del club, la seconda stagione in Championship, il secondo livello del calcio inglese. Questa stagione ha visto il Watford impegnato, oltre che in campionato, anche in FA Cup ed in League Cup.
Si parte con l'addio di Chris Wilder e l'annuncio, al termine della passata stagione, del francese Valérien Ismaël come nuovo tecnico. Il tecnico francese porta come suo vice Dean Whitehead, come analista Jack Riley e come collaboratore tecnico Ömer Rıza.

## Divise e sponsor
Lo sponsor tecnico, per la stagione 2023-2024 è Kelme. Lo sponsor ufficiale che compare sulle divise è MrQ, un'azienda globale di casinò online.
| Casa | Trasferta | Third |

## Organigramma societario
Area tecnica
- Allenatore - Valérien Ismaël
- Vice allenatore - Dean Whitehead
- Assistente tecnico - Ömer Rıza
- Allenatore dei portieri - Alex Brunner
- Analista - Jack Riley
- Preparatore atletico - Nacho Sancho, Miguel Ángel Campos, Cristian Fernández
- Direttore tecnico - Filippo Giraldi

Settore giovanile
- Responsabile del reclutamento - Andy Scott
- Responsabile di prevenzione degli infortuni e riabilitazione - Alberto Leon Herranz
- Allenatore Under-23 - Hayden Mullins
- Responsabile dell'accademia dei portieri - Graham Stack
- Responsabile dell'accademia - Sviluppo professionale - Darren Sarll
- Allenatore Under-18 - Carl Martin
- Responsabile dell'accademia - Allenamento e sviluppo - Barry Quin
- Responsabile delle attrezzature - David Walter

Area organizzativa
- Segretario - Gayle Vowels
- Direttore sportivo - Cristiano Giaretta, poi Gianluca Nani
- Direttore commerciale - Spencer Field
- Responsabile delle vendite - Paul O'Brien
- Direttore delle operazioni - Glyn Evans
- Direttore della comunità - Rob Smith
- Direttore finanziario - Emiliano Russo
- Addetto stampa - Richard Walker

## Rosa
Aggiornata al 28 febbraio 2024 .
| N. |                             | Ruolo | Calciatore                 |
| -- | --------------------------- | ----- | -------------------------- |
| 1  | Austria (bandiera)          | P     | Daniel Bachmann (capitano) |
| 2  | Inghilterra (bandiera)      | D     | Jeremy Ngakia              |
| 3  | Cile (bandiera)             | D     | Francisco Sierralta        |
| 4  | Paesi Bassi (bandiera)      | D     | Wesley Hoedt               |
| 5  | Scozia (bandiera)           | D     | Ryan Porteous              |
| 6  | Irlanda del Nord (bandiera) | C     | Jamal Lewis                |
| 7  | Inghilterra (bandiera)      | A     | Tom Ince                   |
| 8  | Inghilterra (bandiera)      | C     | Jake Livermore             |
| 9  | Danimarca (bandiera)        | A     | Mileta Rajović             |
| 10 | Marocco (bandiera)          | C     | Imrân Louza                |
| 11 | Canada (bandiera)           | C     | Ismaël Koné                |
| 12 | Svezia (bandiera)           | C     | Ken Sema                   |

| N. |                           | Ruolo | Calciatore         |
| -- | ------------------------- | ----- | ------------------ |
| 14 | Inghilterra (bandiera)    | A     | Rhys Healey        |
| 15 | Inghilterra (bandiera)    | D     | Mattie Pollock     |
| 16 | Georgia (bandiera)        | C     | Giorgi Chakvetadze |
| 18 | Colombia (bandiera)       | C     | Yaser Asprilla     |
| 19 | Costa d'Avorio (bandiera) | A     | Vakoun Bayo        |
| 24 | Nigeria (bandiera)        | C     | Tom Dele-Bashiru   |
| 25 | Nigeria (bandiera)        | A     | Emmanuel Dennis    |
| 26 | Inghilterra (bandiera)    | P     | Ben Hamer          |
| 28 | Nigeria (bandiera)        | A     | Samuel Kalu        |
| 37 | Brasile (bandiera)        | A     | Matheus Martins    |
| 39 | RD del Congo (bandiera)   | C     | Edo Kayembe        |
| 42 | Inghilterra (bandiera)    | D     | James Morris       |
| 45 | Inghilterra (bandiera)    | D     | Ryan Andrews       |

## Calciomercato

### Sessione estiva(dal 14/6 all'1/9)
| Acquisti         | Acquisti              | Acquisti               | Acquisti                 |
| R.               | Nome                  | a                      | Modalità                 |
| ---------------- | --------------------- | ---------------------- | ------------------------ |
| A                | Mileta Rajović        | Kalmar                 | definitivo (2 milioni €) |
| A                | Tom Ince              | Reading                | definitivo (58 mila €)   |
| C                | Jake Livermore        | West Bromwich          | gratuito                 |
| C                | Jamal Lewis           | Newcastle Utd          | prestito                 |
| A                | Giorgi Chakvetadze    | Gent                   | prestito                 |
| D                | William Troost-Ekong  | Salernitana            | fine prestito            |
| C                | Domingos Quina        | Rotherham Utd          | fine prestito            |
| A                | Vakoun Issouf Bayo    | Charleroi              | fine prestito            |
| A                | Ashley Fletcher       | Wigan                  | fine prestito            |
| A                | Rhys Healey           | Tolosa                 | definitivo               |
| A                | Joseph Hungbo         | Huddersfield Town      | fine prestito            |
| A                | Tom Ince              | Reading                | definitivo               |
| A                | Matheus Martins       | Udinese                | rinnovo prestito         |
| A                | Ignacio Pussetto      | Sampdoria              | fine prestito            |
| Altre operazioni |                       |                        |                          |
| R.               | Nome                  | a                      | Modalità                 |
| P                | Roraigh Browne        | Chertsey Town          | fine prestito            |
| P                | Myles Roberts         | Welling Utd            | fine prestito            |
| D                | Bogdan Marian         | Rushden & Diamonds     | fine prestito            |
| D                | Mattie Pollock        | Aberdeen               | fine prestito            |
| C                | Ober Almanza          | Deportivo Pereira      | fine prestito            |
| C                | Juergen Elitim        | Racing Santander       | fine prestito            |
| C                | Ethan Goulding        | Oxhey Jets             | fine prestito            |
| C                | JJ McKiernan          | Eastleigh              | fine prestito            |
| A                | Kwadwo Baah           | Fortuna Düsseldorf     | fine prestito            |
| A                | Shaq Forde            | York City              | fine prestito            |
| A                | Damani Hunter         | Grays Athletic         | fine prestito            |
| A                | Jorge Cabezas Hurtado | Independiente Medellín | fine prestito            |
| A                | Ezio Touray           | Maidstone Utd          | fine prestito            |

| Cessioni         | Cessioni             | Cessioni            | Cessioni                    |
| R.               | Nome                 | a                   | Modalità                    |
| ---------------- | -------------------- | ------------------- | --------------------------- |
| D                | Craig Cathcart       |                     | fine contratto              |
| D                | Mario Gaspar         |                     | fine contratto              |
| D                | Kortney Hause        | Aston Villa         | fine prestito               |
| D                | Hassane Kamara       | Udinese             | fine prestito               |
| C                | Leandro Bacuna       |                     | fine contratto              |
| C                | Hamza Choudhury      | Leicester City      | fine prestito               |
| C                | Tom Cleverley        |                     | ritirato                    |
| C                | Juergen Elitim       | Legia Varsavia      | fine contratto              |
| C                | Domingos Quina       | Udinese             | definitivo                  |
| A                | Henrique Araújo      | Benfica             | fine prestito               |
| A                | Britt Assombalonga   |                     | fine contratto              |
| A                | Keinan Davis         | Aston Villa         | fine prestito               |
| A                | Matheus Martins      | Udinese             | fine prestito               |
| A                | João Pedro           | Brighton            | definitivo (34,2 milioni €) |
| A                | Ismaïla Sarr         | Olympique Marsiglia | definitivo (13 milioni €)   |
| D                | Christian Kabasele   | Udinese             | definitivo (6,5 milioni €)  |
| D                | William Troost-Ekong | PAOK                | definitivo (1 milione €)    |
| A                | Joseph Hungbo        | Norimberga          | definitivo (280 mila €)     |
| Altre operazioni |                      |                     |                             |
| R.               | Nome                 | a                   | Modalità                    |
| D                | Christos Batzelis    |                     | fine contratto              |
| D                | Bogdan Marian        |                     | fine contratto              |
| D                | Harvey Peters        |                     | fine contratto              |
| C                | Andrés Aguilar       |                     | fine contratto              |
| C                | Max Delyfer          |                     | fine contratto              |
| C                | Jordan Fankwe        |                     | fine contratto              |
| C                | Ethan Goulding       |                     | fine contratto              |
| C                | Adian Manning        | Norwich City        | fine contratto              |
| C                | JJ McKiernan         | Morecambe           | fine contratto              |
| C                | Ober Almanza         | Orsomarso           | prestito                    |
| A                | Aaron Benn           |                     | fine contratto              |
| A                | Adrian Blake         | Utrecht             | fine contratto              |
| A                | Damani Hunter        |                     | fine contratto              |
| A                | Ezio Touray          |                     | fine contratto              |

### Sessione invernale(dal 2/1 al 31/1)
| Acquisti         | Acquisti           | Acquisti          | Acquisti                   |
| R.               | Nome               | a                 | Modalità                   |
| ---------------- | ------------------ | ----------------- | -------------------------- |
| A                | Giorgi Chakvetadze | Gent              | definitivo (2,5 milioni €) |
| A                | Emmanuel Dennis    | Nottingham Forest | prestito                   |
| Altre operazioni |                    |                   |                            |
| R.               | Nome               | a                 | Modalità                   |
| A                | Jorge Cabezas      | N.Y. Red Bulls    | fine prestito              |
| A                | Kwadwo Baah        | Burton Albion     | fine prestito              |

| Cessioni         | Cessioni           | Cessioni          | Cessioni                   |
| R.               | Nome               | a                 | Modalità                   |
| ---------------- | ------------------ | ----------------- | -------------------------- |
| C                | Imrân Louza        | Lorient           | prestito                   |
| A                | Rhys Healey        | Huddersfield Town | definitivo (2,3 milioni €) |
| Altre operazioni |                    |                   |                            |
| R.               | Nome               | a                 | Modalità                   |
| A                | Giorgi Chakvetadze | Gent              | fine prestito              |
| A                | Jorge Cabezas      | Gillingham        | prestito                   |

### Operazioni esterne(dall'1/2 al 30/6)
| Acquisti | Acquisti | Acquisti | Acquisti |
| R.       | Nome     | a        | Modalità |
| -------- | -------- | -------- | -------- |

| Cessioni | Cessioni | Cessioni | Cessioni |
| R.       | Nome     | a        | Modalità |
| -------- | -------- | -------- | -------- |

## Risultati

### Championship
| Arbitro: | Thomas Bramall |

|                                                |           |  |
| Dele-Bashiru 1’ Louza 20’ Martins 38’ Bayo 43’ | Marcatori |  |

| Watford 12 agosto 2023, ore 15:00 WEST 2ª giornata | Watford          | 0 – 0 referto | Plymouth | Vicarage Road (19 446 spett.)\| Arbitro: \| Geoff Eltringham \| |
| Arbitro:                                           | Geoff Eltringham |               |          |                                                                 |

| Arbitro: | James Bell |

|             |           |  |
| Vidigal 53’ | Marcatori |  |

| Arbitro: | Ward |

|  |           |            |
|  | Marcatori | 72’ Hedges |

| Arbitro: | David Webb |

|                                           |           |                              |
| Van Ewijk 41’ Hoedt 64’ (aut.) Godden 87’ | Marcatori | 35’, 79’ Rajović 52’ Martins |

| Arbitro: | Stroud |

|                             |           |  |
| Rajović 90+1’ Andrews 90+6’ | Marcatori |  |

| Arbitro: | Leigh Doughty |

|                     |           |                       |
| Ince 3’ Martins 23’ | Marcatori | 14’ Swift 17’ Wallace |

| Arbitro: | Jeremy Simpson |

|                                 |           |  |
| Piroe 67’ Byram 70’ Anthony 89’ | Marcatori |  |

| Arbitro: | Oliver Langford |

|                    |           |                           |
| Bayo 19’ Hoedt 52’ | Marcatori | 5’, 12’ McGree 63’ Coburn |

| Arbitro: | Andy Davies |

|                    |           |  |
| Huggins 43’ Ba 62’ | Marcatori |  |

| Arbitro: | Gavin Ward |

|                |           |          |
| McGuinness 26’ | Marcatori | 54’ Bayo |

| Arbitro: | Dean Whitestone |

|              |           |  |
| Asprilla 82’ | Marcatori |  |

| Arbitro: | Kitchen |

|  |           |          |
|  | Marcatori | 82’ Sema |

| Arbitro: | Stroud |

|                           |           |                          |
| Asprilla 7’ Rajović 90+2’ | Marcatori | 12’ Flemming 85’ Harding |

| Huddersfield 4 novembre 2023, ore 15:00 WET 15ª giornata | Huddersfield Town | 0 – 0 referto | Watford | John Smith's Stadium (18 225 spett.)\| Arbitro: \| Gill \| |
| Arbitro:                                                 | Gill              |               |         |                                                            |

| Arbitro: | Martin |

|                                                     |           |  |
| Rajović 10’, 49’ Kayembe 54’ Ince 86’ Martins 90+4’ | Marcatori |  |

| Arbitro: | Allison |

|                  |           |  |
| Vardy 76’, 90+5’ | Marcatori |  |

| Arbitro: | Hooper |

|                                   |           |  |
| Koné 30’ Rajović 33’ Asprilla 77’ | Marcatori |  |

| Arbitro: | Busby |

|           |           |                      |
| Twine 10’ | Marcatori | 8’ Kayembe 74’ Hoedt |

| Arbitro: | Eltringham |

|              |           |           |
| Healey 90+6’ | Marcatori | 56’ Adams |

| Arbitro: | England |

|              |           |                     |
| Asprilla 12’ | Marcatori | 24’ Hirst 80’ Morsy |

| Arbitro: | Gill |

|           |           |                                                |
| Keane 27’ | Marcatori | 42’, 71’ Bayo 46’ Martins 53’ Kayembe 77’ Koné |

| Arbitro: | Whitestone |

|            |           |                        |
| Wharton 3’ | Marcatori | 83’ Rajović 87’ Healey |

| Arbitro: | Busby |

|                 |           |                                                    |
| Chakvetadze 49’ | Marcatori | 28’ Pring 45+2’ (aut.) Hoedt 50’ Sykes 83’ Weimann |

| Arbitro: | Oldham |

|               |           |           |
| Livermore 15’ | Marcatori | 34’ Mmaee |

| Arbitro: | Madley |

|                                   |           |                                  |
| Azaz 20’ Whittaker 27’ Hardie 42’ | Marcatori | 11’ Kayembe 38’ Koné 57’ Andrews |

| Arbitro: | Hooper |

|           |           |                    |
| Dykes 77’ | Marcatori | 60’, 65’ Livermore |

| Arbitro: | Kitchen |

|           |           |                  |
| Twine 25’ | Marcatori | 13’ Dele-Bashiru |

| Sheffield 27 gennaio 2024, ore 15:00 WET 29ª giornata | Sheffield Weds | 0 – 0 referto | Watford | Hillsborough Stadium (22 030 spett.)\| Arbitro: \| Welch \| |
| Arbitro:                                              | Welch          |               |         |                                                             |

| Arbitro: | Busby |

|  |           |            |
|  | Marcatori | 43’ Bowler |

| Arbitro: | Langford |

|            |           |                                |
| Dennis 63’ | Marcatori | 11’ (rig.) Daka 55’ R. Pereira |

| Arbitro: | Attwell |

|                                                       |           |                          |
| Barnes 20’ Sargent 28’ Gabriel Sara 77’ Fassnacht 82’ | Marcatori | 42’ Rajović 71’ Asprilla |

| Arbitro: | Kitchen |

|  |           |              |
|  | Marcatori | 58’ Asprilla |

| Arbitro: | Toner |

|            |           |               |
| Dennis 55’ | Marcatori | 71’, 83’ Ward |

| Arbitro: | G. Ward |

|             |           |  |
| Flemming 3’ | Marcatori |  |

| Arbitro: | Nield |

|              |           |                    |
| Porteous 57’ | Marcatori | 18’ (aut.) Andrews |

| Arbitro: | R. Madley |

|              |           |                        |
| Porteous 20’ | Marcatori | 40’ (rig.), 72’ Wright |

| Arbitro: | Donohue |

|  |           |            |
|  | Marcatori | 44’ Dennis |

| Arbitro: | D. Webb |

|                     |           |                            |
| Bayo 31’ Dennis 44’ | Marcatori | 37’ Summerville 85’ Joseph |

| Arbitro: | Ward |

|                                 |           |                         |
| Thomas-Asante 70’ Furlong 90+1’ | Marcatori | 51’ Kayembe 66’ Rajović |

| Watford 6 aprile 2024, ore 15:00 WEST 41ª giornata | Watford | 0 – 0 referto | Preston N.E. | Vicarage Road (19 374 spett.)\| Arbitro: \| Bell \| |
| Arbitro:                                           | Bell    |               |              |                                                     |

| Ipswich 10 aprile 2024, ore 19:45 WEST 42ª giornata | Ipswich Town | 0 – 0 referto | Watford | Portman Road (28 589 spett.)\| Arbitro: \| Barrott \| |
| Arbitro:                                            | Barrott      |               |         |                                                       |

| Arbitro: | J. Smith |

|                                     |           |                          |
| Smallbone 1’ Adams 20’ Downes 90+9’ | Marcatori | 34’ Porteous 85’ I. Koné |

| Watford 20 aprile 2024, ore 15:00 WEST 44ª giornata | Watford | 0 – 0 referto | Hull City | Vicarage Road (18 753 spett.)\| Arbitro: \| Toner \| |
| Arbitro:                                            | Toner   |               |           |                                                      |

| Arbitro: | Langford |

|             |           |  |
| Andrews 64’ | Marcatori |  |

| Arbitro: | Bell |

|                                         |           |           |
| Latte Lath 28’ Bangura 78’ I. Jones 84’ | Marcatori | 73’ Hoedt |

### FA Cup
| Arbitro: | Ward |

|                                |           |             |
| Rajović 76’ Dele-Bashiru 90+5’ | Marcatori | 28’ Quigley |

| Arbitro: | Salisbury |

|            |           |               |
| Martins 5’ | Marcatori | 89’ Armstrong |

| Arbitro: | Bond |

|                         |           |  |
| Mara 52’, 58’ Adams 76’ | Marcatori |  |

### EFL Cup

#### Turni eliminatori
| Arbitro: | Charles Breakspear |

|                                                |                      |                                      |
| March 43’                                      | Marcatori            | 6’ Bayo                              |
| Reid Roberts Forster-Caskey MacDonald Thompson | Tiri di rigore 4 – 3 | Hoedt Sierralta Porteous Healey Koné |

## Statistiche

### Statistiche di squadra[22]
| Competizione | Punti | In casa | In casa | In casa | In casa | In casa | In casa | In trasferta | In trasferta | In trasferta | In trasferta | In trasferta | In trasferta | Totale | Totale | Totale | Totale | Totale | Totale | DR |
| Competizione | Punti | G       | V       | N       | P       | Gf      | Gs      | G            | V            | N            | P            | Gf           | Gs           | G      | V      | N      | P      | Gf     | Gs     | DR |
| ------------ | ----- | ------- | ------- | ------- | ------- | ------- | ------- | ------------ | ------------ | ------------ | ------------ | ------------ | ------------ | ------ | ------ | ------ | ------ | ------ | ------ | -- |
| Championship | 56    | 23      | 6       | 9       | 8       | 32      | 28      | 23           | 7            | 8            | 8            | 29           | 33           | 46     | 13     | 17     | 16     | 61     | 61     | 0  |
| FA Cup       | -     | 2       | 1       | 1       | 0       | 3       | 2       | 1            | 0            | 0            | 1            | 0            | 3            | 3      | 1      | 1      | 1      | 3      | 5      | -2 |
| League Cup   | -     | -       | -       | -       | -       | -       | -       | 1            | 0            | 1            | 0            | 1            | 1            | 1      | 0      | 1      | 0      | 1      | 1      | 0  |
| Totale       | -     | 25      | 7       | 10      | 8       | 35      | 30      | 25           | 7            | 9            | 9            | 30           | 37           | 50     | 14     | 19     | 17     | 65     | 67     | -2 |

### Andamento in campionato
| Giornata  | 1 | 2 | 3 | 4  | 5  | 6  | 7  | 8  | 9  | 10 | 11 | 12 | 13 | 14 | 15 | 16 | 17 | 18 | 19 | 20 | 21 | 22 | 23 | 24 | 25 | 26 | 27 | 28 | 29 | 30 | 31 | 32 | 33 | 34 | 35 | 36 | 37 | 38 | 39 | 40 | 41 | 42 | 43 | 44 | 45 | 46 |
| --------- | - | - | - | -- | -- | -- | -- | -- | -- | -- | -- | -- | -- | -- | -- | -- | -- | -- | -- | -- | -- | -- | -- | -- | -- | -- | -- | -- | -- | -- | -- | -- | -- | -- | -- | -- | -- | -- | -- | -- | -- | -- | -- | -- | -- | -- |
| Luogo     | C | C | T | C  | T  | C  | C  | T  | C  | T  | T  | C  | T  | C  | T  | C  | T  | C  | T  | C  | C  | T  | T  | C  | C  | T  | T  | T  | T  | C  | C  | T  | T  | C  | T  | C  | C  | T  | C  | T  | C  | T  | T  | C  | C  | T  |
| Risultato | V | N | P | P  | N  | V  | N  | P  | P  | P  | N  | V  | V  | N  | N  | V  | P  | V  | V  | N  | P  | V  | V  | P  | N  | N  | V  | N  | N  | P  | P  | P  | V  | P  | P  | N  | P  | V  | N  | N  | N  | N  | P  | N  | V  | P  |
| Posizione | 1 | 3 | 9 | 15 | 18 | 12 | 14 | 16 | 20 | 21 | 20 | 19 | 15 | 16 | 16 | 13 | 15 | 12 | 10 | 10 | 12 | 9  | 7  | 10 | 10 | 10 | 8  | 10 | 9  | 11 | 11 | 12 | 11 | 11 | 12 | 13 | 14 | 13 | 14 | 14 | 14 | 14 | 15 | 15 | 15 | 15 |

Legenda:

Luogo: C = Casa; T = Trasferta. Risultato: V = Vittoria; N = Pareggio; P = Sconfitta.

### Statistiche dei giocatori
| Giocatore | Football League Championship | Football League Championship | Football League Championship | Football League Championship | FA Cup   | FA Cup | FA Cup      | FA Cup     | EFL Cup  | EFL Cup | EFL Cup     | EFL Cup    | Totale   | Totale | Totale      | Totale     |
| Giocatore | Presenze                     | Reti                         | Ammonizioni                  | Espulsioni                   | Presenze | Reti   | Ammonizioni | Espulsioni | Presenze | Reti    | Ammonizioni | Espulsioni | Presenze | Reti   | Ammonizioni | Espulsioni |
| --------- | ---------------------------- | ---------------------------- | ---------------------------- | ---------------------------- | -------- | ------ | ----------- | ---------- | -------- | ------- | ----------- | ---------- | -------- | ------ | ----------- | ---------- |

1. ↑  I giocatori i cui nomi sono in corsivo, sono stati ceduti ad altri club durante la stagione.